# Веснянки (озеро)
Веснянки — гірське озерце в урочищі Ґаджина, що в масиві Чорногора. Адмігістративно знаходиться у Верховинському районі, Івано-Франківської області. Розташоване в межах Карпатського національного природного парку.
Залягає в урочищі на південних схилах гори Шпиці (1863 м). Живиться двома поверхневими джерелами з заходу.
Розміщене на висоті 1632 м над рівнем моря, площа 0,039 га, глибина до 0,3 м. Дно вкрите мулом і камінням. Береги порослі амфібіонтною рослинністю, зокрема пухівками. На узбережжі росте червонокнижний вид — арніка гірська (лат. Arnica montana).

## Світлини

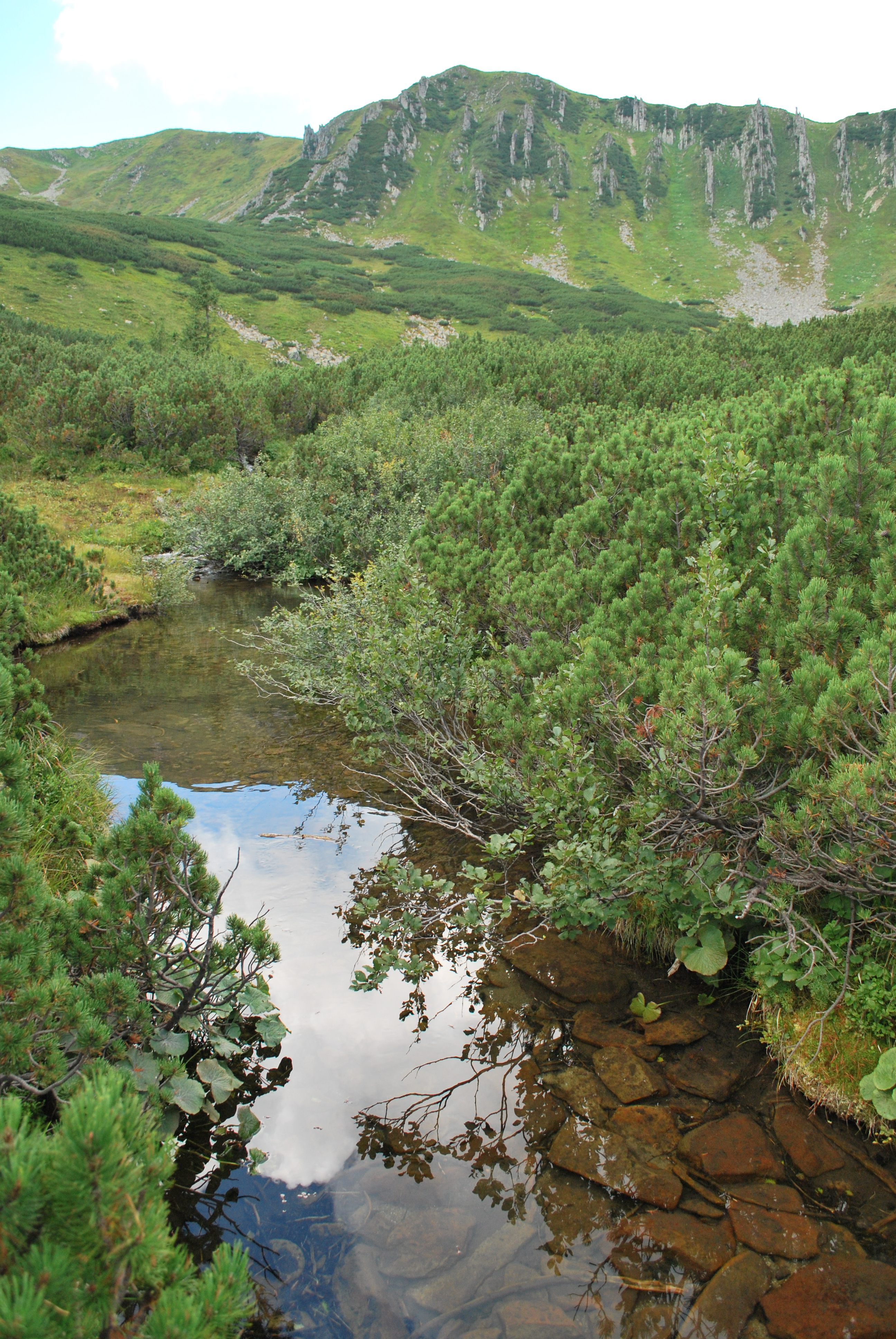
Веснянки - загальний вид з півночі
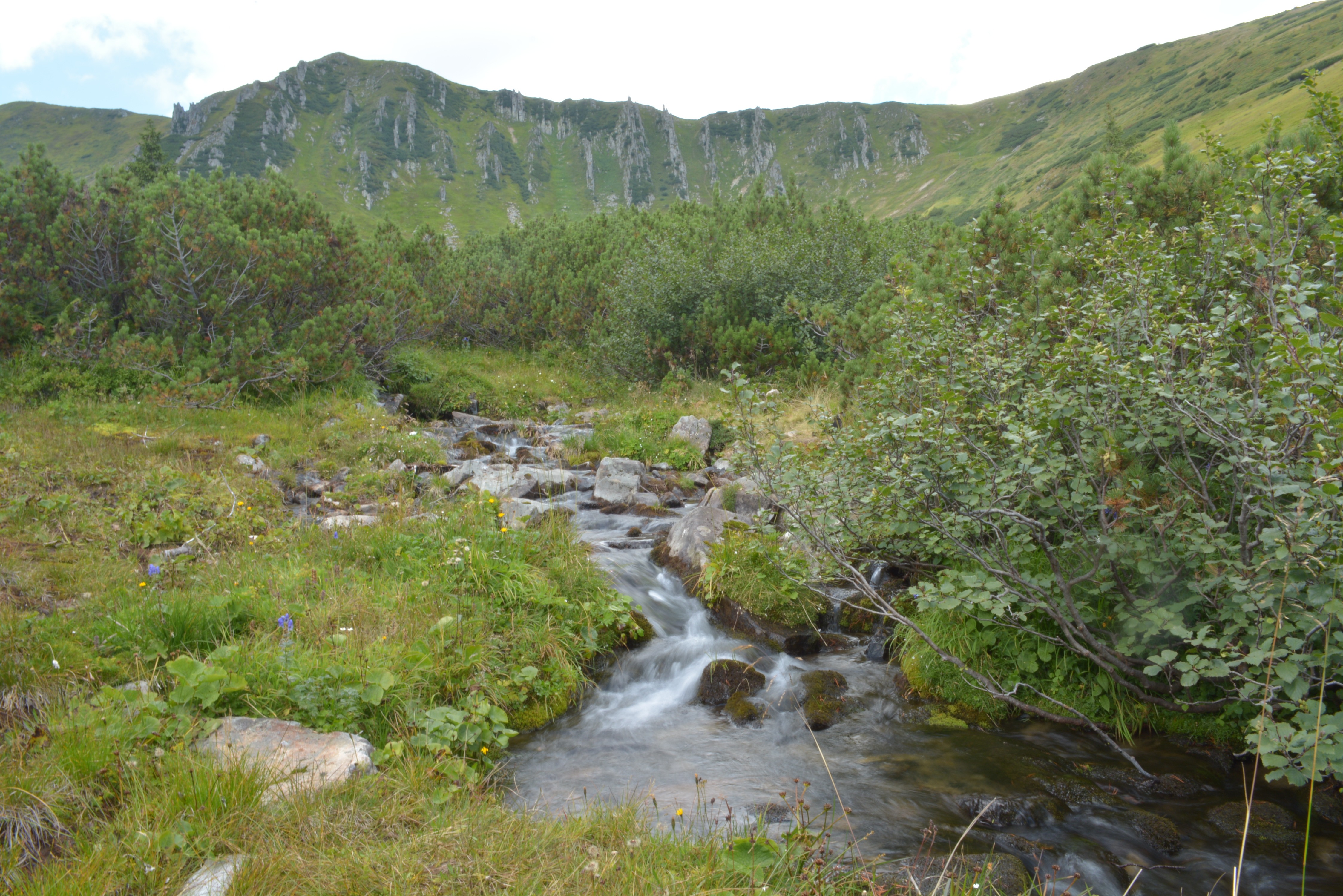
Струмок, що впадає в озерце Веснянки
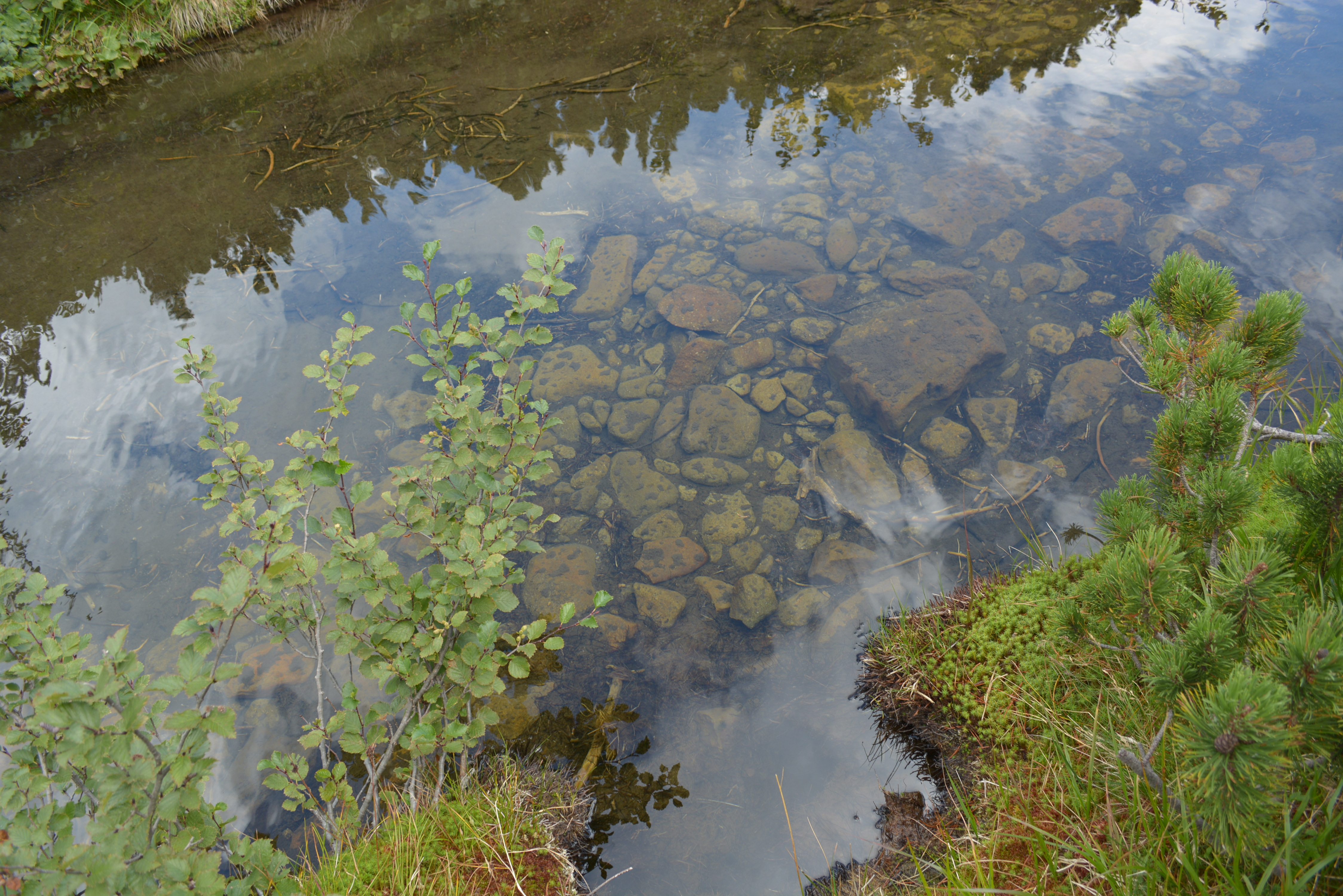
Дно озерця Веснянки
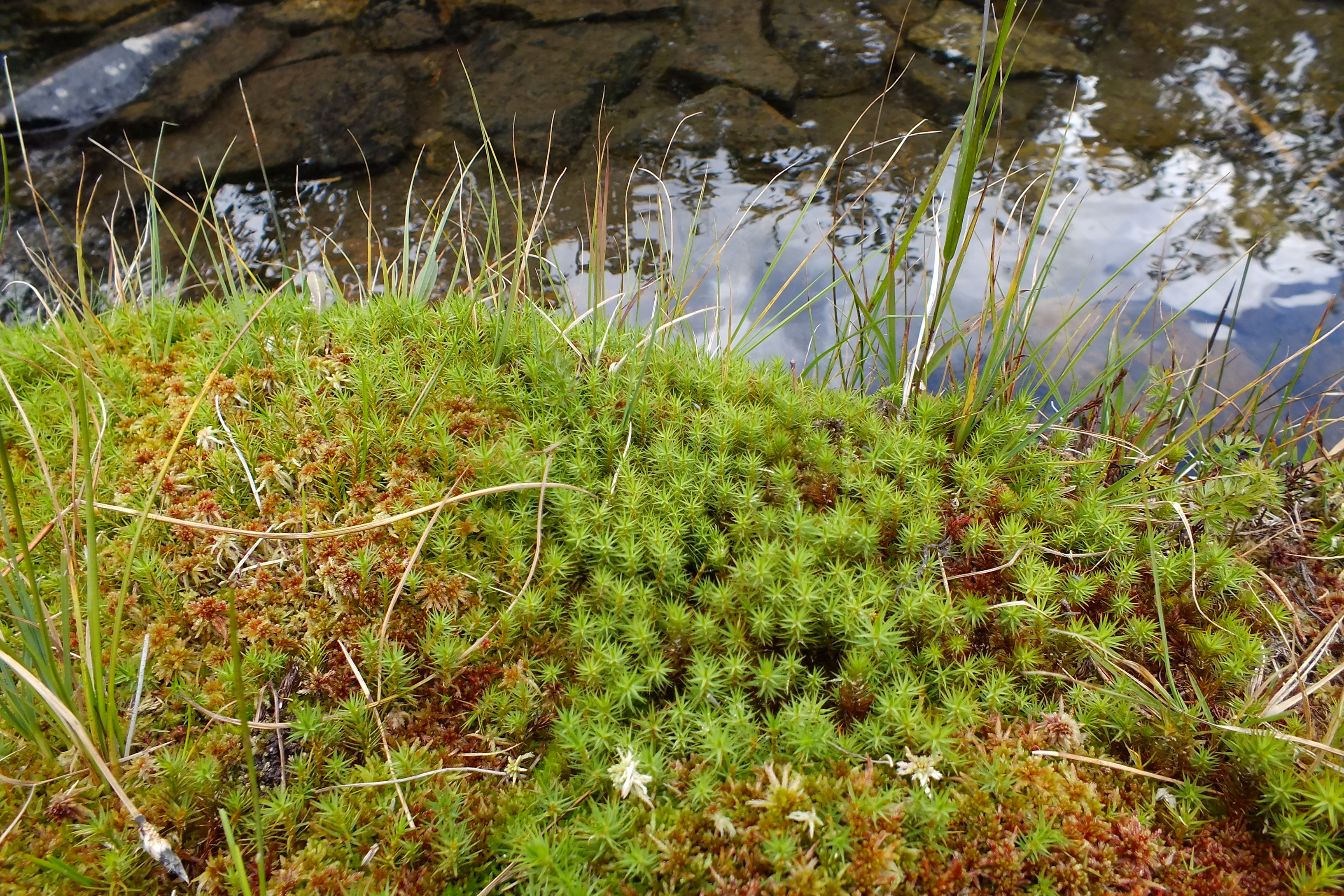
Мох сфагнум